# Rüdiger Weigang

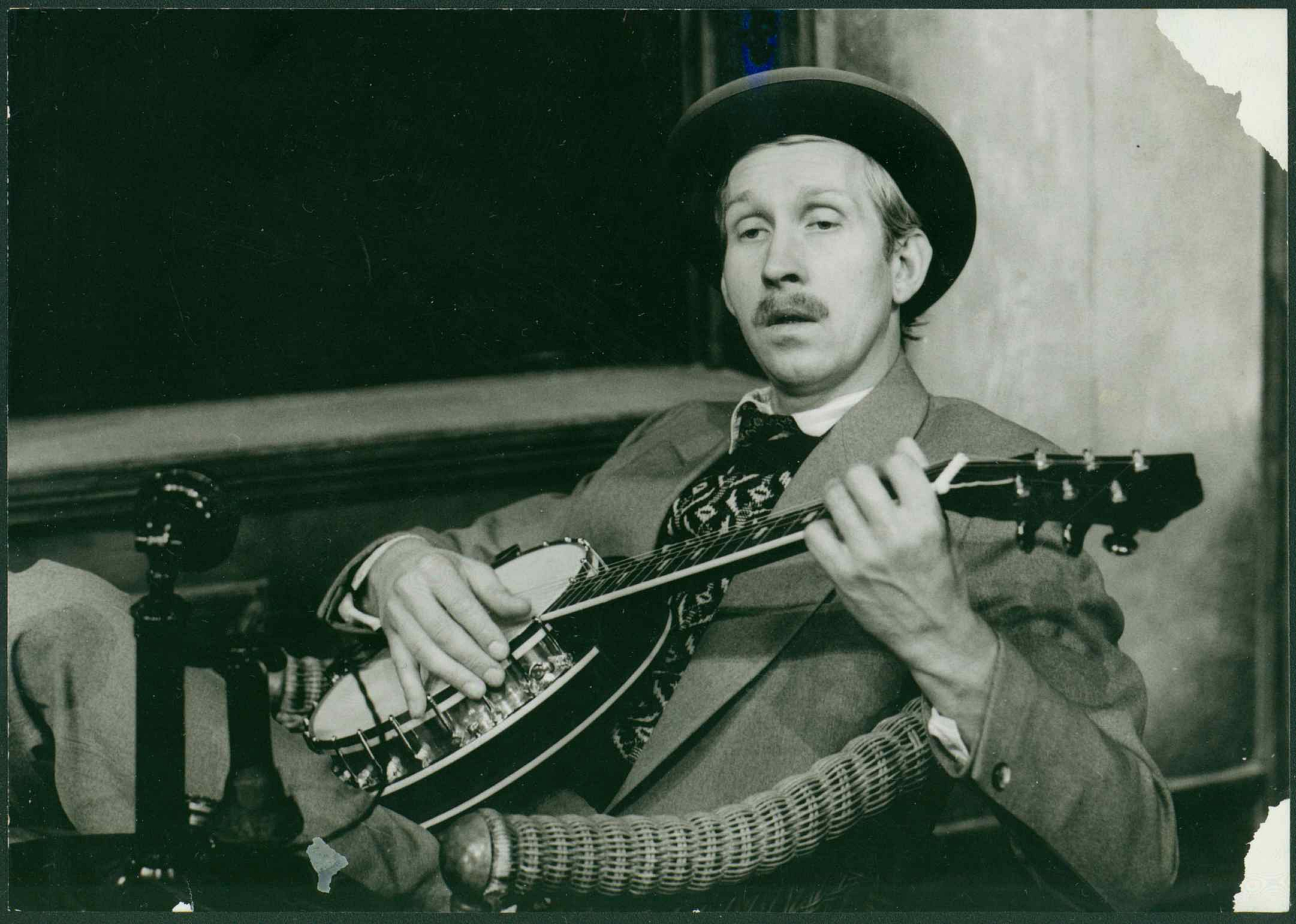
Rüdiger Weigang in Reporter von Ben Hecht und Charles MacArthur am Badischen Staatstheater Karlsruhe (1977/78)

Rüdiger Weigang (* 25. Juni 1942 in Saarbrücken; † 20. April 2022 in Berlin) war ein deutscher Schauspieler.

## Leben und Karriere
Weigang besuchte das Ludwigsgymnasium in Saarbrücken bis zur Obersekunda. Am Konservatorium Wiesbaden erhielt er Schauspielunterricht bei Axel Ivers. Er begann seine Theaterlaufbahn 1964 am Zimmertheater Tübingen, wo er bis 1968 tätig war.
1970 wechselte er an das Nationaltheater Mannheim und 1974 an das Badische Staatstheater Karlsruhe, dem er bis 1978 angehörte. Danach gastierte er unter anderem bei den Festspielen in Herrenhausen (1978), Schwäbisch Hall (1978), Bad Hersfeld (1982) und Ettlingen (ab 1979).
Weigang übernahm an diesen Bühnen verschiedene Rollen in Klassikern, darunter Riccaut de la Marlinière in Minna von Barnhelm, Hortensio in Der Widerspenstigen Zähmung, Narr in Was ihr wollt, Marquis von Torcy in Das Glas Wasser, Flaut und Thisbe in Ein Sommernachtstraum, Basilio in Der tolle Tag oder Figaros Hochzeit, Schleewein in Viel Lärm um nichts, Dünner Vetter in Jedermann und Kriegsrat von Questenberg in Wallenstein.
Seine größte Bekanntheit erlangte er durch die Rolle des Eduard („Edu“) Simon in der elfteiligen Familienchronik Heimat von Edgar Reitz 1984. Weitere Bekanntheit erlangte er durch seine Auftritte in der Serie Familie Heinz Becker (1992–2004) und dem zugehörigen Kinofilm Tach, Herr Dokter! – Der Heinz-Becker-Film.
Zuletzt litt er unter fortschreitender Demenz und lebte bis zu seinem Tod in einem Pflegeheim in Berlin.

## Filmografie
- 1977: Des Doktors Dilemma
- 1977: Tatort: Wer andern eine Grube gräbt …
- 1980: Tatort: Kein Kinderspiel
- 1980: Tatort: Tote reisen nicht umsonst
- 1982: Blut und Ehre – Jugend unter Hitler (Teil 4)
- 1983: Ein Vogel vom anderen Stern
- 1984: Heimat – Eine deutsche Chronik (Serie)
- 1987: A Perfect Spy (Mehrteiler)
- 1987: Das andere Leben
- 1990: Liebling Kreuzberg (Folge: Blumen für den Rechtsanwalt)
- 1990: Auf Achse
- 1990: Abenteuer Airport (Folge: Ein Koffer voller Dollar)
- 1992: Oppen und Ehrlich (Serie)
- 1992–2004: Familie Heinz Becker (Serie)
- 1993: Ein unmöglicher Lehrer
- 1994: Kleine Schweinereien (Serie Die Wache)
- 1995: Notaufnahme (Serie)
- 1996: Brennendes Herz
- 1999: Tach, Herr Dokter! – Der Heinz-Becker-Film
- 1999: Tatort: Strafstoß
- 2006: Heimat-Fragmente: Die Frauen
- 2012: Kommissarin Lucas – Bombenstimmung (Serie, ZDF)